# Дьяченко, Аммос Андреевич
Аммос Андреевич Дьяченко (14 [26] июня 1814, Яшники, Лохвицкий уезд, Полтавская губерния — 7 [19] августа 1852, Киев) — российский учёный, доктор математики и астрономии, экстраординарный профессор университета Св. Владимира.

## Биография
Родился 14 (26) июня 1814 года в дворянской семье в селе Яшники Ловицкого уезда Полтавской губернии. В самом раннем детстве стал сиротой и старшим братом, вместе с другим малолетним братом Никитой (1809—1877), был отвезён в Харьков, где Никита был устроен в гимназию, а Аммос — в уездное училище. После училища обучение продолжалось в Слободско-Украинской гимназии.
По окончании в 1831 году гимназии, поступил на медицинский факультет Харьковского университета, но, проучившись четыре года перешёл на физико-математический факультет того же университета и окончил в 1840 году университетский курс кандидатом. Был назначен и. д. учителя математики в Каменец-Подольскую гимназию (утверждён в должности в 1843 году); в 1846 году был переведён в Киевский университет и. д. адъюнкта по кафедре чистой и прикладной математики. В 1850 году он выдержал экзамен и защитил магистерскую диссертацию «Об особенных решениях дифференциальных уравнений», а уже в 1851 году, после защиты диссертации «О кривизне поверхностей», получил степень доктора математики и астрономии. В 1852 году был утверждён экстраординарным профессором прикладной математики; читал следующие предметы: статику и динамику по Лагранту, Пуассону и Дюгамелю и начертательную геометрию по Леруа и Валле. В 1847/1848 учебном году читал алгебраический анализ и теорию уравнений по Фурье, Коши, Лагранжу.
Умер от чахотки 7 (19) августа 1852 года в Киеве. Незадолго до смерти Аммос Андреевич Дьяченко указом Герольдии от 11 июня 1852 года был утверждён во дворянстве: внесён во вторую часть родословной книги Полтавской губернии.
Имел двоих детей: Николай и Екатерина. Екатерина вышла замуж за Герасима Константиновича Красовского; у них было три дочери – Маруся, Софья и Одарка, а также сын Михаил. Одна из дочерей Михаила Красовского (1865—1913), Анастасия (1903—1990), имела сына Ивана Павленко (1923—2000) — отличник народного образования УССР, оставивший в рукописи воспоминания, которые семья издала после его смерти: Павленко І. Від роду до роду. — Луцьк: Терен, 2009.